# Campeonato Africano de Atletismo de 2022 - Lançamento de martelo feminino
A prova do lançamento de martelo feminino do Campeonato Africano de Atletismo de 2022 foi disputada no dia 11 de junho, no Complexo Esportivo Nacional Cote d'Or, em Saint Pierre, na Maurícia.

## Recordes
Antes desta competição, os recordes mundiais e do campeonato nesta prova eram os seguintes:
|                       | Nome                | Nacionalidade | Distância | Local    | Data                 |
| --------------------- | ------------------- | ------------- | --------- | -------- | -------------------- |
| Recorde mundial       | Anita Włodarczyk    | Polónia       | 82m 98cm  | Varsóvia | 28 de agosto de 2016 |
| Recorde do campeonato | Amy Sène            | Senegal       | 68m 35cm  | Durban   | 22 de junho de 2016  |
| Recorde africano      | Annette Echikunwoke | Nigéria       | 75m 49cm  | Tucson   | 22 de maio de 2021   |

## Medalhistas
| Ouro               | Prata                 | Bronze              |
| Sade Olatoye (NGR) | Zouina Bouzebra (ALG) | Rawan Barakat (EGY) |

## Cronograma
Todos os horários são locais (UTC+4). 
| Data        | Hora  | Evento |
| ----------- | ----- | ------ |
| 11 de junho | 15:00 | Final  |

## Resultado final
A final ocorreu dia 11 de junho às 15:00.
| Posição           | Atleta             | Nacionalidade   | #1    | #2    | #3    | #4    | #5    | #6    | Resultado | Notas |
| ----------------- | ------------------ | --------------- | ----- | ----- | ----- | ----- | ----- | ----- | --------- | ----- |
| Medalha de ouro   | Sade Olatoye       | Nigéria         | 57.78 | 57.98 | 63.67 | 62.72 | 59.66 | 63.64 | 63.67     |       |
| Medalha de prata  | Zouina Bouzebra    | Argélia         | 59.86 | 59.66 | 62.36 | 63.48 | x     | 53.46 | 63.48     |       |
| Medalha de bronze | Rawan Barakat      | Egito           | 58.98 | 60.36 | 59.62 | 62.67 | 62.45 | 60.85 | 62.67     |       |
| 4                 | Zahra Tatar        | Argélia         | 59.12 | 58.49 | 60.92 | 59.52 | 62.11 | 60.43 | 62.11     |       |
| 5                 | Margaretha Cumming | África do Sul   | 57.14 | 56.25 | 57.27 | x     | 56.98 | 57.74 | 57.74     |       |
| 6                 | Leandri Geel       | África do Sul   | x     | 52.89 | 56.30 | 56.42 | x     | x     | 56.42     |       |
| 7                 | Samira Addi        | Marrocos        | x     | 51.24 | x     | 53.87 | 53.55 | 55.78 | 55.78     |       |
| 8                 | Emilie Dia         | Mali            | 52.67 | 49.85 | 51.97 | x     | x     | 48.84 | 52.67     |       |
| 9                 | Julianne Clair     | Ilhas Maurícias | x     | x     | 50.25 |       |       |       | 50.25     |       |
| 10                | Fatou Diocou       | Senegal         | x     | 49.02 | x     |       |       |       | 49.02     |       |
| 11                | Linda Oseso        | Quênia          | 48.87 | 48.68 | x     |       |       |       | 48.87     |       |
| 12                | Marinda Greyling   | África do Sul   | 48.60 | 47.45 | x     |       |       |       | 48.60     |       |
| 13                | Lucy Omondi        | Quênia          | 41.32 | 39.80 | 43.29 |       |       |       | 43.29     |       |
| 99                | Queen Obisesan     | Nigéria         |       |       |       |       |       |       | DNS       |       |

Legenda
| Recorde mundial       | Recorde mundial (World record)               |                       | Recorde africano                      | Recorde africano (African) |                                           | Q | Classificado por posição (Qualified) |
| Recorde do campeonato | Recorde do campeonato (Championship record)  | Recorde da América    | Recorde da América (Americas)         | q                          | Classificado por melhor tempo (Qualified) |   |                                      |
| Melhor marca do ano   | Melhor marca do ano (World leading)          | Recorde asiático      | Recorde asiático (Asian)              | DNS                        | Não largou (Did not start)                |   |                                      |
| Recorde nacional      | Recorde nacional (National record)           | Recorde europeu       | Recorde europeu (European)            | DNF                        | Não terminou (Did not finish)             |   |                                      |
| Recorde pessoal       | Recorde pessoal do atleta (Personal best)    | Recorde da Oceania    | Recorde da Oceania (Oceania)          | DSQ / DQ                   | Desclassificado (Disqualified)            |   |                                      |
| Recorde da temporada  | Recorde da temporada do atleta (Season best) | Recorde sul-americano | Recorde sul-americano (South America) | NM                         | Sem marca (No mark)                       |   |                                      |